# Sismo de Hōei de 1707
Sismo de Hōei de 1707 (宝永地震) é um grande terremoto que atingiu o centro-sul do Japão por volta das 13h45, horário local, em 28 de outubro. A magnitude é estimada em M8.6. Este terremoto foi um dos maiores da história do Japão e causou danos de Kanto a Kyushu. Este terremoto causou um enorme tsunami. O número de mortos é estimado entre 5 mil e 20 mil. Além disso, 49 dias após este terremoto, Erupção do Monte Fuji ocorreu.

## Configuração tectônica
A costa sul de Honshu corre paralela ao Nankai Trough, que marca a subducção da placa do Mar das Filipinas sob a placa da Eurásia. O movimento neste limite de placa convergente leva a muitos terremotos, alguns deles do tipo megathrust. O megathrust Nankai tem cinco segmentos distintos (AE) que podem se romper independentemente.  Os segmentos se romperam individualmente ou juntos repetidamente nos últimos 1 300 anos. Terremotos de megaimpulso nesta estrutura tendem a ocorrer em pares, com um intervalo de tempo relativamente curto entre eles: Além de dois eventos em 1854, um par semelhante ocorreu em 1944 e 1946. Em ambos os casos, o segmento nordeste se rompeu antes do segmento sudoeste. No evento de 1707, os terremotos foram simultâneos ou próximos o suficiente no tempo para não serem distinguidos por fontes históricas.

## Danos
O terremoto causou de 4 900 a 21 000 vítimas, destruiu 29 000 casas e provocou pelo menos um grande deslizamento de terra, o deslizamento de Ohya em Shizuoka. Um dos três maiores do Japão, enterrou uma área de 1,8 km2 sob cerca de 120 milhões de m3 de detritos. A Bacia de Nara mostra evidências de liquefação induzida por eventos.

## Características

### Terremoto
A magnitude do evento de 1707 excedeu a dos terremotos de Tōkai e Nankai de 1854, com base em várias observações. A elevação no Cabo Muroto, Kochi é estimada em 2,3 m (7 pés 7 pol) em 1707 em comparação com 1,5 m (4 pés 11 pol) em 1854, a presença de uma área de intensidade sísmica de 6-7 na escala JMA na planície de Kawachi, o grau de danos e alturas de inundações para o tsunami correspondente e registros de tsunami em locais distantes, como Nagasaki e Jeju-do, Coréia.
A duração da ruptura foi estimada a partir da modelagem do tsunami observado e da localização dos depósitos do tsunami. As estimativas iniciais de 605 km, baseadas em quatro segmentos de ruptura, não conseguiram explicar os depósitos de tsunami descobertos na extremidade oeste do vale. Incluindo uma área adicional na extremidade sudoeste, parte do chamado segmento Hyuga-nada, deu uma correspondência melhor, com um comprimento total de ruptura na faixa de 675 a 700.

### Tremores secundários
Aproximadamente 16 horas após o tremor principal, no início da manhã do dia seguinte, por volta das 06h00 JST, ocorreu um forte terremoto de magnitude 7,0 com epicentro perto de Fujinomiya. Este terremoto foi fortemente sentido em Edo (de acordo com o "Diário do Arcebispo Ryuko"), Toyama (conforme registrado nos "Ensaios de Yoshikawa") e Nagoya (conforme observado nos "Registros da Gaiola do Papagaio"). No domínio do Santuário Murayama Sengen, todas as casas desabaram e houve casos de desabamento de templos e santuários e mortes em Fujinomiya e ao longo da rota Tokaido.
Em 13 de fevereiro de 1708, às 10h00–12h00 JST, ocorreu um grande tremor secundário com epicentro na costa da Península de Kii. Este terremoto foi fortemente sentido em Kyoto (de acordo com o "Diário de Assuntos Diversos") e Nagoya (como observado no "Parrot Cage Records"), e gerou um tsunami. Em Kii, os campos de sal foram inundados (de acordo com a "História da Vila de Hainan"), e em Ise, afetou Yamada, Fukiage-cho e Hitotsuboki, rompendo o aterro do rio Miyagawa (conforme registrado nos "Manuscritos Jingu Bunko").

### Tsunami
Ao longo da costa sudoeste de Kochi, as alturas de subida foram em média de 7,7 m (25 pés) com até 10 m em alguns lugares; 25,7 m (84 pés) de altura em Kure, Nakatosa, Kōchi e 23 m (75 pés) em Tanezaki.

### Erupção do Monte Fuji
As evidências sugerem que as mudanças no estresse causadas por grandes terremotos podem ser suficientes para desencadear erupções vulcânicas, assumindo que o sistema de magma envolvido esteja próximo de um estado crítico. O terremoto de 1707 pode ter desencadeado uma mudança no estresse estático que levou a mudanças de pressão na câmara de magma sob o Monte Fuji. O vulcão entrou em erupção em 16 de dezembro de 1707, 49 dias após o terremoto.